# Bryophyllum rolandi-bobapartei
Bryophyllum rolandi-bobapartei là một loài thực vật có hoa trong họ Crassulaceae. Loài này được (Raym.-Hamet & H. Perrier) Govaerts miêu tả khoa học đầu tiên năm 1996.